# Tathāgata
Tathāgata (devanagari तथागत) — cinese 如来, Rú lái), giapponese Nyorai (如来?), coreano Yeorae (여래), vietnamita Như Lai, tibetano de-bZhin-gShegs-pa — è una parola sanscrita e pāli che si può tradurre come "Colui che così viene" o "Colui che così va"; questa ambiguità è generalmente interpretata come voluta e il termine è tradotto con "colui che viene e va allo stesso modo (di tutti i Buddha)". Tathāgata è infatti il nome con cui il "Buddha storico" Śākyamuni (Siddhartha Gautama) indica sé stesso nelle raccolte dei suoi sermoni (gli Āgama-Nikāya), e allo stesso modo viene indicato dai suoi interlocutori, per evidenziare lo stato ontologico raro e indefinito di un essere pienamente illuminato, che è al di là dell'esistenza e della non-esistenza, di fatto al di là di ogni stato esprimibile con parole.

Nei sutra mahāyāna indica anche altri buddha.

## Così venuto / Così andato
Il termine Tathāgata può essere letto come tathā-gata o come Tathā-āgata, dove il primo significa "così andato" mentre il secondo significa "così venuto". Questa differenza rappresenta un'importante dicotomia nella tradizione buddista: Tathāgata come "così andato" implica che un Buddha è un pioniere e che il compito del fedele è di seguirlo e di trarne ispirazione e guida, giungendo infine col conseguirne lo stesso stato di conoscenza e di liberazione; Tathāgata come "così venuto" (questa versione traducono il cinese Rú lái e il giapponese Nyorai), d'altro canto, implica che un Buddha viene a salvare gli esseri senzienti e a offrirgli rifugio, e ciò che è richiesto al fedele è preghiera e devozione.
Tra le varie scuole, l'Amidismo segue il secondo approccio; la maggior parte delle scuole, però, adotta un ibrido dei due approcci.
Al Buddha era spesso domandato se il Tathāgata esiste ancora dopo la morte oppure no. A questa domanda egli rispondeva che il Tathāgata non poteva essere identificato in vita, tanto meno lo poteva essere una volta morto. Inoltre né il gruppo dei cinque costituenti dell'esistenza può essere considerato il Tathāgata, né è possibile trovare il Tathāgata al di fuori di questi fenomeni corporei e mentali. Ossia, esistono si i fenomeni corporei e mentali, ma sono dei fenomeni cangianti e impermanenti, effimeri e privi di sé. In questo senso il Tathāgata è "così andato [oltre]": grazie alla saggezza e alla conoscenza conseguita con l'aver penetrato la più intima natura dell'esistente egli è andato oltre all'apparente, alla corporeità e alla concettualità dell'essere.